# Observatori Skalnaté pleso
L'observatori Skalnaté pleso és un observatori solar a Eslovàquia situat al peu de la muntanya Lomnický štít a la vora del llac de Skalnaté pleso sobre el territori de la vila de Vysoké Tatry (Tatranská Lomnica). Porta el codi UAI 056. La construcció de l'observatori va començar l'any 1941 i fou inaugurat l'any 1943.